# Aenictes basivirida
Aenictes basivirida là một loài bướm đêm trong họ Geometridae.